# Jungfraujoch

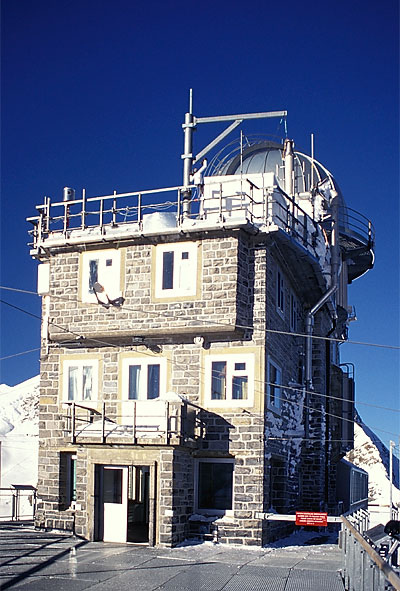
L'osservatorio Sphinx nei pressi del passo

Jungfraujoch (3.471 m s.l.m.) è un passo situato fra le montagne Mönch e Jungfrau nelle Alpi bernesi in Svizzera, al confine fra i cantoni di Berna e Vallese. Questa zona ospita il Ghiacciaio dell'Aletsch, considerato il più lungo d'Europa, e varie strutture che detengono altrettanti primati europei.

## La stazione ferroviaria
Sotto di esso si trova l'omonima stazione, capolinea della Ferrovia della Jungfrau che, con 3.454 metri di altitudine, è la più alta d'Europa. Questo punto è spesso chiamato, nel linguaggio turistico, Top of Europe.
Oltre alla stazione, all'interno della montagna è stata costruita una struttura turistica comprendente un palazzo di ghiaccio e, tra le altre cose, ristoranti, un ufficio postale (il più alto d'Europa) e vari negozi di souvenir. Dal "plateau" ci si affaccia sul Ghiacciaio dell'Aletsch e sulla vallata di Interlaken.

## L'osservatorio astronomico
A 3.571 metri, su un costolone roccioso si trova lo Sphinx, il più alto osservatorio astronomico d'Europa. La struttura è raggiungibile con ascensori. La sua attività è dedicata all'osservazione spaziale e allo studio del clima.

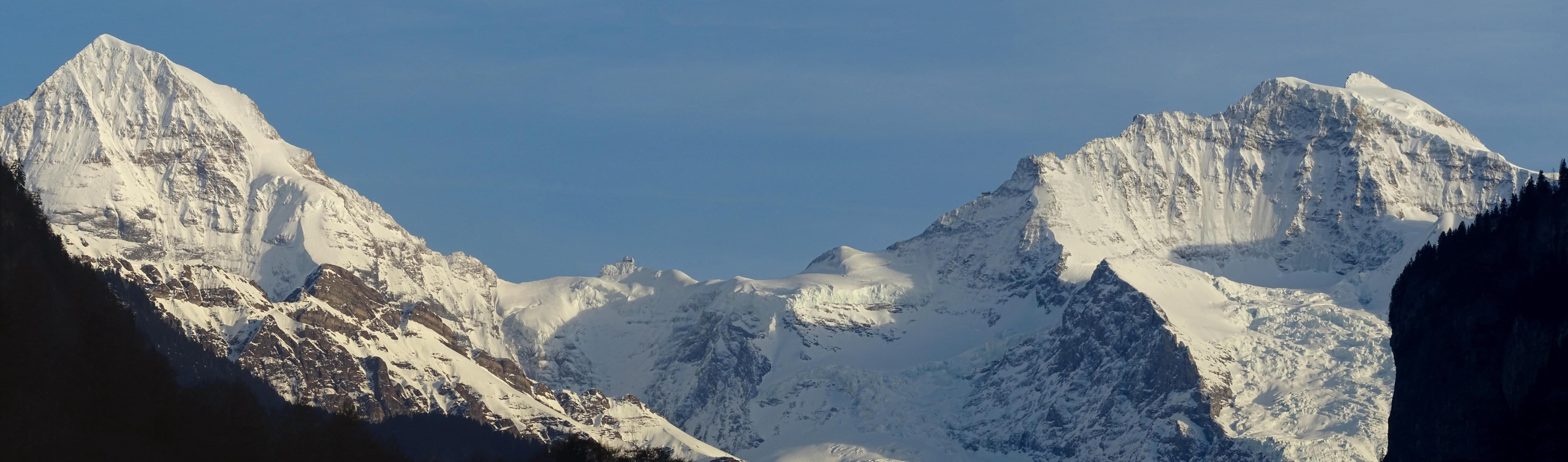
Jungfraujoch (al centro, con l'osservatorio Sphinx) tra Mönch (a sinistra) e Jungfrau (a destra)